# Germán Herrera
Germán Herrera (Granadero Baigorria (Santa Fe), 19 de juliol de 1983) és un futbolista argentí que ocupa la posició de davanter. Ha estat internacional en categories inferiors argentines, participant en el Mundial sub-20 de 2003. Comença a despuntar al Rosario Central i Club Atlético San Lorenzo de Almagro del seu país, sent cedit posteriorment al Grêmio brasiler, amb qui guanya el Campionat Gaucho.
El 2007 dona el salt a Europa per militar a la Reial Societat, però no té continuïtat, i quan acaba la temporada espanyola, retorna al seu país. Passa de nou per San Lorenzo i Gimnásia La Plata, sent cedit al Brasil una altra vegada, ara al Corinthians. Ací destaca amb 22 gols en 59 partits, que contribueixen a fer que el seu equip s'impose al Brasileirao Série B, siga finalista a la Copa do Brasil i cinquè al Paulista. A l'any següent retorna al Grêmio.